# 에게르성

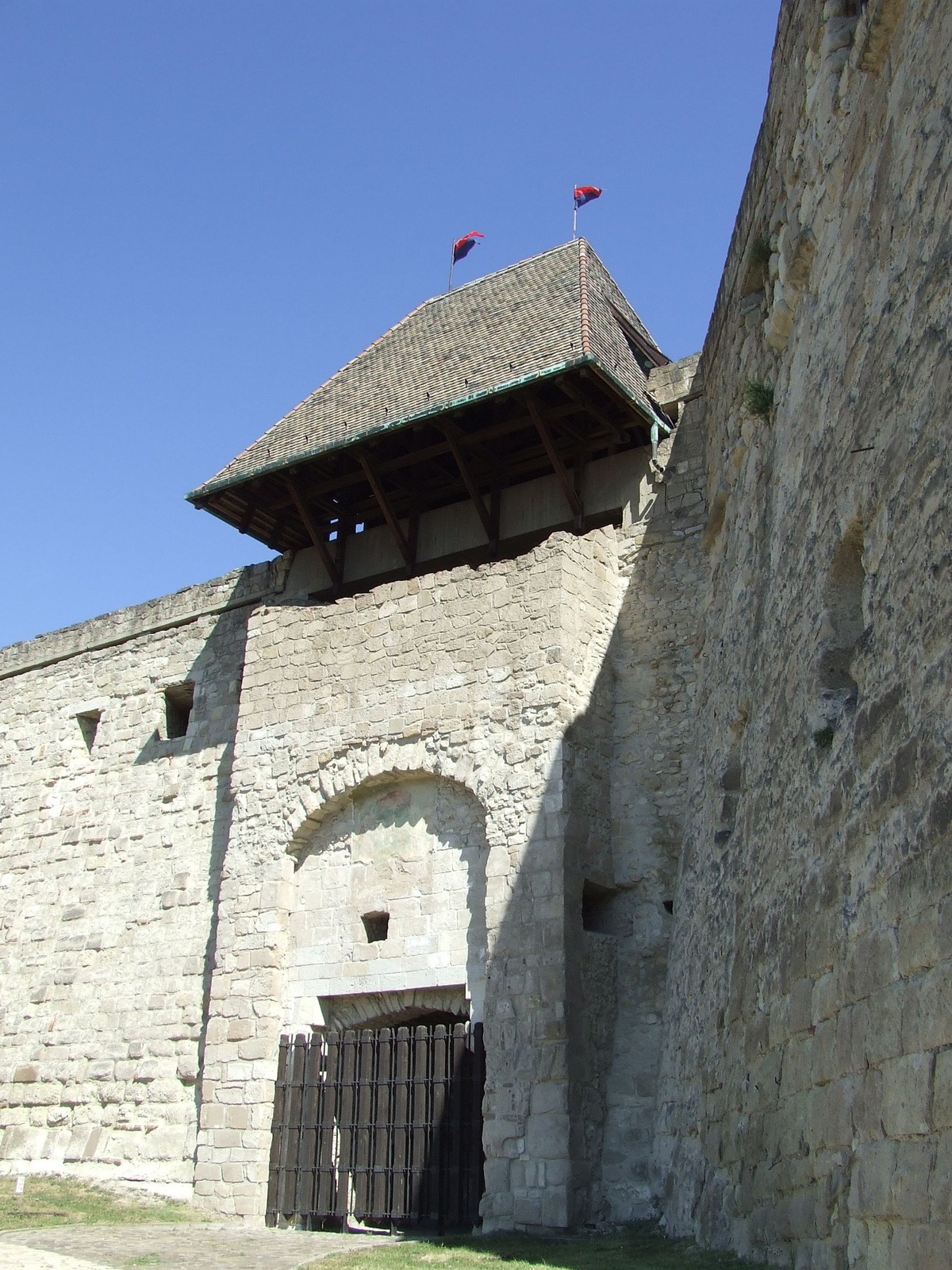
에게르성

에게르성(헝가리어: Egri vár)는 헝가리 헤베시주 에게르에 있는 성이다. 1552년 에게르 포위전 당시 튀르키예의 공격을 격퇴한 것으로 알려져 있다.

## 역사
최초의 성은 에게르 근처 펠소타르카니의 바르헤기라는 높은 언덕에 지어졌다.
1241년 몽골 제국의 침략 당시 성은 파괴되었고, 에게르 주교는 에게르의 바위 언덕으로 성을 옮겼다. 언덕 위에 새로운 성이 지어졌고, 빠르게 발전했다. 1470년에 고딕 양식의 궁전이 지어졌다. 1552년에 35,000~40,000명의 병사로 구성된 튀르키예 군대가 2,100~2,300명의 수비병이 있던 성을 공격했다. 튀르키예군이 많은 사상자를 내면서 포위 공격은 실패했다. 총 1,700명의 수비병이 살아남았다. 그 후 1596년에 튀르키예군이 다시 성을 포위하여 튀르키예가 승리했다. 1701년에 오스트리아군이 성의 절반을 폭파했다.
고고학 발굴은 1925년에 시작되었으며 이 성은 1957년까지 군대의 막사로 사용되었다.

## 박물관
성에는 여러 개의 박물관이 있다.
- 도보 이슈트반 성 박물관 - 성의 역사를 전시한다.